# Calça baixa

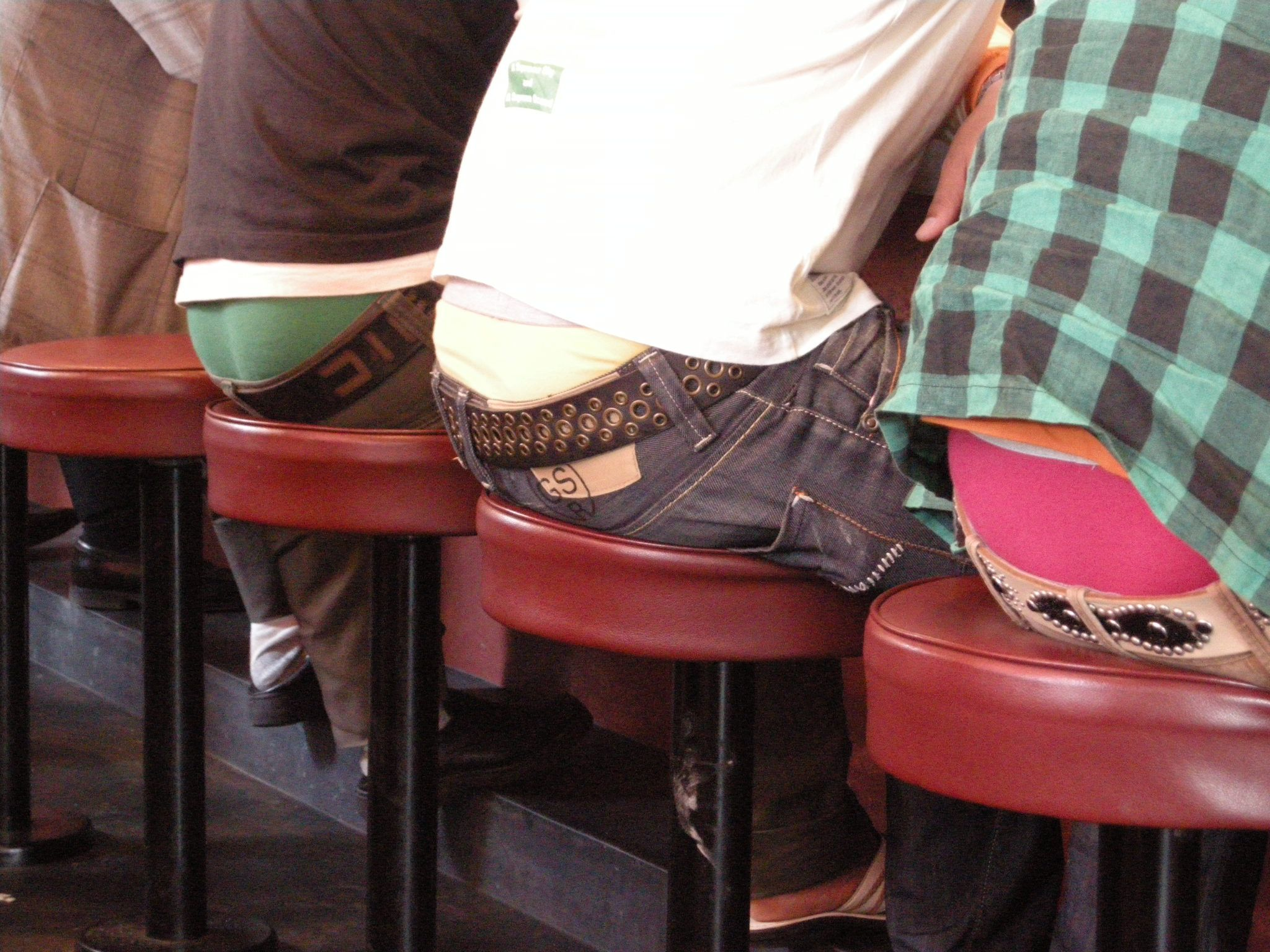
Homens com calça baixa, estilo sagging

A calça baixa (moda sagger ou sagging, do inglês, "arqueado", "bambeando") é uma moda masculina surgida nos Estados Unidos durante a década de 1990 e que consiste deixar à mostra uma parte da cueca, deixando a calça pendurada ao glúteo. A cueca pode ser usada da cintura à altura logo acima do púbis enquanto a calça, calção ou bermuda pode ser rebaixada da linha do púbis até o meio do glúteo. A altura do cós fica a cargo de quem a usa, enquanto a altura da cueca também pode variar. O cinto é deixado propositalmente frouxo ou, na maioria das vezes, não é usado.
Apesar de se saber que começou nos Estados Unidos, a origem deste estilo de usar calças ainda é motivo de controvérsia. Muito popular entre skatistas, estes alegam usá-la porque são mais práticas para o esporte, permitindo maior abertura das pernas, e porque o suor que escorre do torso fica retido na barra da cueca e não molha a bermuda ou calça.
O uso de calças cada vez mais largas e folgadas acumuladas sobre os pés e com os fundos à altura dos joelhos ou logo abaixo deles foi abrindo espaço na moda das ruas com o tempo. Por meio da cultura hip-hop (que incluiu os shorts de basquete largos e folgados na moda), skatista o estilo sagger espalhou-se entre os jovens no início dos anos 2000.

## Origem
O estilo foi popularizado pelos skatistas e artistas por volta da década de 1990. Mais tarde virou símbolo de liberdade e conscientização entre alguns jovens ou um símbolo da rejeição aos valores convencionais da sociedade.
É frequentemente alegado que o estilo se originou do sistema prisional dos Estados Unidos, onde cintos são, às vezes, proibidos. E pode haver ausência de roupas com o tamanho apropriado.